# Święty Erkenwald
Święty Erkenwald (ang. St. Erkenwald) – czternastowieczny poemat angielski, przypisywany autorowi dzieł Pan Gawen i Zielony Rycerz i Perła, zaliczający się do nurtu Odrodzenia aliteracyjnego.

## Forma
Utwór jest napisany wierszem aliterowanym, ujętym w czterowersowe strofy. Linijki zawierają przeważnie po trzy aliterujące wyrazy.

## Treść
Poemat opowiada o cudzie zdziałanym przez żyjącego w siódmym wieku biskupa Erkenwalda, świadczącym dobitnie o jego świętości. Rzecz dzieje się w czasach po przejściowym powrocie pogańskich wierzeń, kiedy ludność Anglii odwróciła się od chrześcijaństwa i prześladowała duchownych i niszczyła miejsca kultu. Podczas odbudowy zburzonej katedry świętego Pawła w Londynie, nazywanym Nową Troją, natrafiono na sarkofag, a w nim odnaleziono nienaruszone ciało człowieka odzianego w królewskie szaty. Ponieważ nie można było ustalić tożsamości zmarłego, biskup kazał przemówić jemu samemu. Nieznajomy powiedział, że był sprawiedliwym sędzią w czasach pogańskiego zdziczenia obyczajów i w nagrodę za swoją służbę został pochowany przez wdzięcznych obywateli w monarszym stroju. Zmarły był jednak bardzo nieszczęśliwy z tego powodu, że nie został ochrzczony i dlatego nie mógł pójść do nieba. Świątobliwy biskup wzruszył się i zaczął płakać. Kiedy jedna z jego łez upadła na cudownie zachowane ciało, dokonał się obrzęd chrztu. Zmarły wyraził swoją wdzięczność Bogu a wtedy jego ciało rozsypało się w proch. Widzący to ludzie byli przerażeni, ale biskup uspokoił ich mówiąc, że to normalne, ponieważ dusza ochrzczonego właśnie człowieka uszła do nieba.